# Ceracis nigropunctatus
Ceracis nigropunctatus es una especie de coleóptero de la familia Ciidae.

## Distribución geográfica
Habita en México, Panamá y el sur de Estados Unidos.